# 7669 Malše
(7669) Malše, denumire internațională (7669) Malse, este un asteroid din centura principală de asteroizi.

## Descriere
7669 Malše este un asteroid din centura principală de asteroizi. A fost descoperit pe 4 august 1995 la Observatorul Kleť de Miloš Tichý și Zdeněk Moravec
. Asteroidul prezintă o orbită caracterizată de o semiaxă mare de 2,78 ua, o excentricitate de 0,15 și o înclinație de 8,4° în raport cu ecliptica.